# John Moore (Skilangläufer)
John Arthur George Moore (* 18. Mai 1933 in Aldershot; † 26. August 2017) war ein britischer Skilangläufer und Biathlet.

## Karriere
John Moore nahm in Cortina d’Ampezzo an den Olympischen Winterspielen 1956 im Skilanglauf teil und lief über 15 Kilometer auf den 58. Platz und wurde über 30 Kilometer 47. Auch in Squaw Valley ging er bei den Spielen 1960 in beiden Wettbewerben an den Start und wurde 44. und 38. Zudem startete er über 50 Kilometer, wo er 30. wurde und im erstmals ausgetragenen Biathlon-Einzel, das er als 29. beendete. Bei der Biathlon-Weltmeisterschaft 1961 in Umeå folgte ein 28. Platz im Einzel, 1962 in Hämeenlinna belegte er Rang 38 und 1963 in Seefeld in Tirol 45. 1964 trat er in Innsbruck bei seinen dritten Olympischen Spielen an. Als einziger Brite, der schon 1960 bei den Biathlon-Wettbewerben antrat, startete er erneut und wurde 40. Zudem startete er erneut im Skilanglauf und wurde dort 56. über 15 Kilometer und mit John Dent, David Rees und Roderick Tuck Staffel-14.
John Moore starb im August 2017.